# Jerzy Koszutski
Jerzy Koszutski (30 de janeiro de 1905 — 15 de junho de 1960) foi um ciclista de pista polonês. Competiu representando seu país, Polônia, nos Jogos Olímpicos de Verão de 1928 em Amsterdã.